# Зеленотілка північна
Зеленотілка північна (Somatochlora arctica) — вид бабок родини кордуліїд (Corduliidae).

## Поширення
Вид поширений в Північній Європі та Північній Азії від Шотландії до Японії. Крім того є реліктові ізольовані популяції на високогір'ях Альп, Татр, Карпат, Рилі та на Кавказі. В Україні відомий з околиць Новгород-Волинського в Житомирській області, де знахідки виду датуються початком XX століття. У 2006 році знайдений в Рівненській області. Населяє арктичні та гірські райони, де розмножується на кислих болотах.

## Опис
Бабка середніх розмірів: завдовжки 45-51 мм, довжина черевця 30-37 мм, довжина заднього крила 28-35 мм. Забарвлення тіла однотонне, блискуче, металево-зелене. Жовті плями з боків чола з'єднані поперечною бурою смужкою. У самців є виразні дрібні жовті мітки на II—III черевних сегментах. У самиць ці відмітини набагато більші.

## Спосіб життя
Імаго літають з початку червня по серпень. Полює між деревами і уникає відкритих просторів. Самиця відкладає яйця в невеликі ямки, заповнені водою. Личинки розвиваються впродовж 2-3 років. Ведуть придонний спосіб життя серед водної рослинності.